# Metro de Roma
El Metro de Roma (en italiano: Metropolitana di Roma) es un sistema de transporte rápido que opera en Roma, Italia. Comenzó a funcionar en 1955, por lo que es el más antiguo del país. 
El metro consta de tres líneas: A (naranja), B (azul) y C (verde), que recorren un trayecto de 60 km (37,3 mi) y dan servicio a 73 estaciones. Tiene un número de viajeros diarios de aproximadamente 820.000 pasajeros, y un tráfico anual de aproximadamente 320 millones de pasajeros.
Además del metro, el centro de Roma y su área urbana están servidos por 8 líneas FL (672 km (417,5 mi) con 131 estaciones) que rodean Roma y la región del Lazio, 6 líneas de tranvía (36 km (22 mi) ) con 192 estaciones), 3 líneas urbanas de cercanías (135 km (83. 8 mi) con 57 estaciones), así como el Leonardo Express que conecta Roma Termini, la estación central de la ciudad de Roma, con el Aeropuerto Leonardo da Vinci de Fiumicino, y el Civitavecchia Express que conecta la ciudad con el principal puerto de Roma, el Puerto de Civitavecchia. Actualmente se están construyendo ampliaciones de la red en la línea C (Porta Metronia, Colosseo-Fori Imperiali y Venezia). Existen otros proyectos para la Línea A, la Línea B, Roma-Giardinetti y el sistema ferroviario de cercanías. Todo el sistema de transporte de Roma utiliza el sistema tarifario integrado Metrebus (acrónimo compuesto por las palabras «Metro», «Tren» y «Autobús»), que puede utilizarse dentro de los límites del Ayuntamiento de Roma y dentro de los límites de la tarifa urbana.
La Línea B fue la primera línea de metro inaugurada en el sistema y el primer metro oficial en Italia, pero los nombres 'A' y 'B' no se añadieron hasta que la segunda línea abrió, 25 años después de la primera. Inaugurada en la Italia de posguerra en 1955 durante la reconstrucción y al borde del milagro económico italiano, fue diseñada y construida para la exposición universal de 1942 (Esposizione Universale Roma, que ahora es el actual centro de negocios de Roma) deseada por el régimen fascista Italia fascista, que nunca tuvo lugar debido al estallido de la Segunda Guerra Mundial.

## Historia
El primer metro de Roma fue proyectado e iniciado en los años 1930 durante el gobierno fascista, con el objetivo de ofrecer una conexión rápida de la estación de Termini, situada en el centro de la ciudad, con el nuevo distrito denominado E42, donde debía haberse celebrado la Exposición Universal de 1942. Sin embargo, este acontecimiento no tuvo lugar finalmente debido al ingreso de Italia en la II guerra mundial en 1940. En el momento de la interrupción de los trabajos ya se habían realizado algunos túneles (en el tramo de Termini a Piramide) que se utilizaron como refugio antiaéreo.
Las tareas de construcción se reanudaron en 1948, a la vez que el avance de los trabajos en la zona donde iba a celebrarse la exposición, que cambió parcialmente su fisonomía, finalidad (convirtiéndose en un barrio administrativo) y nombre (EUR). La línea se inauguró el 10 de febrero de 1955.
Durante mucho tiempo se trató de construir en Roma una red metropolitana según los modelos de Londres y París, pero debido a numerosos motivos (burocracia, discusiones sobre trazados, continuas revisiones de planes reguladores...) su desarrollo se retardó notablemente.
Fue en 1959 cuando se aprobó la construcción de una segunda línea de metro, desde la zona de Osteria del Curato (más conocida como Anagnina) para acabar en el barrio de Prati, cruzando el centro de Roma y teniendo correspondencia con la línea preexistente en la Estación de Termini.
Los trabajos se iniciaron en 1964 en la zona de la Tuscolana, y se complicaron por una serie de retardos e imprevistos, debidos principalmente a una escasa organización. Inicialmente se había previsto una técnica de excavación a cielo abierto, lo que provocó grandes problemas de tráfico en la zona del sudeste de Roma. Las tareas se interrumpieron y se reanudaron 5 años más tarde mediante el uso de una tuneladora. Este método, aunque resolvió parcialmente el problema de tráfico, provocó numerosos daños en edificios debido a las fuertes vibraciones ocasionadas durante la excavación.
Los descubrimientos arqueológicos fueron muy frecuentes durante los trabajos, particularmente en la zona de la plaza de la República, por lo que se hizo necesario proyectar un desvío. Federico Fellini, en su película Roma, dio muestra del trabajo de la tuneladora y de los "incidentes arqueológicos".
La línea entró en servicio en 1980, de Anagnina a Ottaviano y tomó el nombre de "Línea A", mientras que la línea Termini-Laurentina se denominó "Línea B".
A comienzo de los años 1990 entró en servicio la prolongación de la línea B, de Termini a Rebibbia. Simultáneamente, el tramo preexistente de la línea se modernizó radicalmente. Se desdobló la vía desde la estación "Eur Fermi" a la de Laurentina y se inauguró la nueva estación de "Marconi" (cambiándose consecuentemente el nombre de la parada "Eur Marconi" por "Eur Palasport"). Entre 1999 y 2000 entró en servicio una prolongación de la línea A de Ottaviano a Battistini.

### Esquema de la red

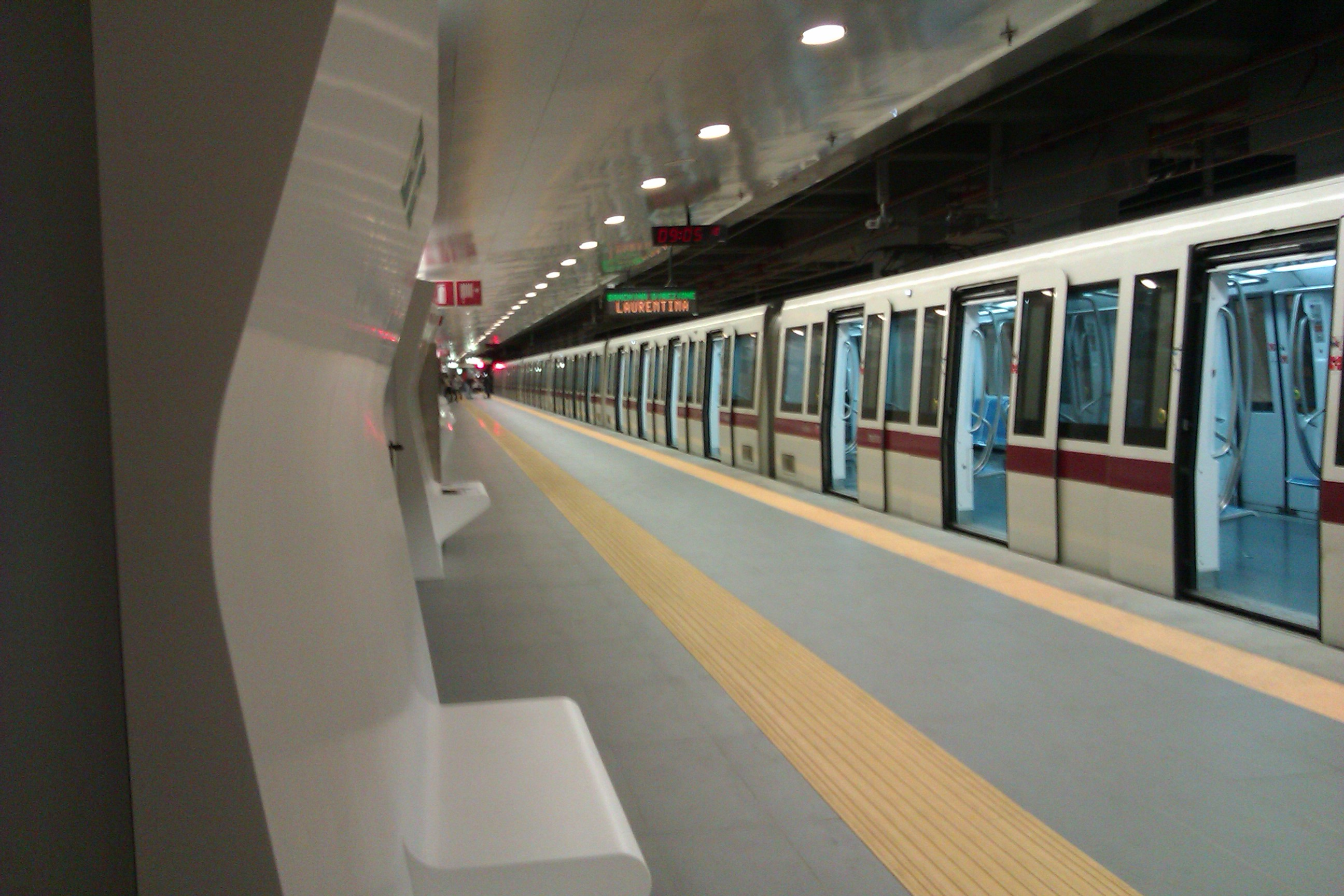
Estación de la línea B1 de Metro de Roma

## Líneas urbanas

### Línea A
La línea A, inaugurada en febrero de 1980 por el alcalde del momento Luigi Petroselli, cruza la ciudad oblicuamente de noroeste a sudeste. Cuenta con 27 estaciones y sus cabeceras son Battistini (en Boccea) y Anagnina (en Osteria del Curato). Se representa en color naranja.
Sus estaciones son: Battistini, Cornelia, Baldo degli Ubaldi, Valle Aurelia, Cipro, Ottaviano - San Pietro - Musei Vaticani, Lepanto, Flaminio - Piazza del Popolo, Spagna, Barberini - Fontana di Trevi, Repubblica - Teatro dell’Opera, Termini, Vittorio Emanuele, Manzoni - Museo della Liberazione, San Giovanni, Re di Roma, Ponte Lungo, Furio Camillo, Colli Albani - Parco Appia Antica, Arco di Travertino, Porta Furba/Quadraro, Numidio Quadrato, Lucio Sestio, Giulio Agricola, Subaugusta, Cinecittà y Anagnina.

### Línea B
La línea B cruza la ciudad de noreste a sur, contando como cabeceras con las estaciones de Rebibbia (cerca del recinto penitenciario de mismo nombre) y Laurentina (situada al este del distrito de EUR). Cuenta con un total de 22 estaciones. Se representa en color azul.
Sus estaciones son: Rebibbia, Ponte Mammolo, Santa Maria del Soccorso, Pietralata, Monti Tiburtini, Quintiliani, Tiburtina, Bologna, Policlinico, Castro Pretorio, Termini, Cavour, Colosseo, Circo Massimo, Piramide, Garbatella, Basílica San Paolo, Marconi, EUR Magliana, EUR Palasport, EUR Fermi y Laurentina.

#### Línea B1
En 2012 se inauguró la línea B1, una bifurcación de la línea B, hasta la estación Conca d'Oro; en 2015 se inauguró la otra estación Jonio. La mitad de los trenes procedentes de Laurentina que llegan a la estación de Bologna, continúan desde aquí por la línea B1 hasta Jonio, mientras que el resto de trenes continúan por el más antiguo trazado, que finaliza en Rebibbia.
Después de Bologna, las paradas son: Sant'Agnese/Annibaliano, Libia, Conca d'Oro y Jonio.

### Línea C
En noviembre de 2014 se inauguró el primer tramo de la línea C. El final se sitúa en Pantano, dentro del municipio de Monte Compatri; el trazado actual se termina en San Giovanni, situándose todo en los distritos periféricos del este de la ciudad.
Las paradas son San Giovanni, Lodi, Pigneto, Malatesta, Teano, Gardenie, Mirti, Parco di Centocelle, Alessandrino, Torre Spaccata, Torre Maura, Giardinetti, Torrenova, Torre Angela, Torre Gaia, Grotte Celoni, Due Leoni-Fontana Candida, Borghesiana, Bolognetta, Finocchio, Graniti y Monte Compatri-Pantano.
Los trenes utilizan el sistema automático sin conductor de AnsaldoBreda.
Se representa con el color verde.

## Líneas suburbanas

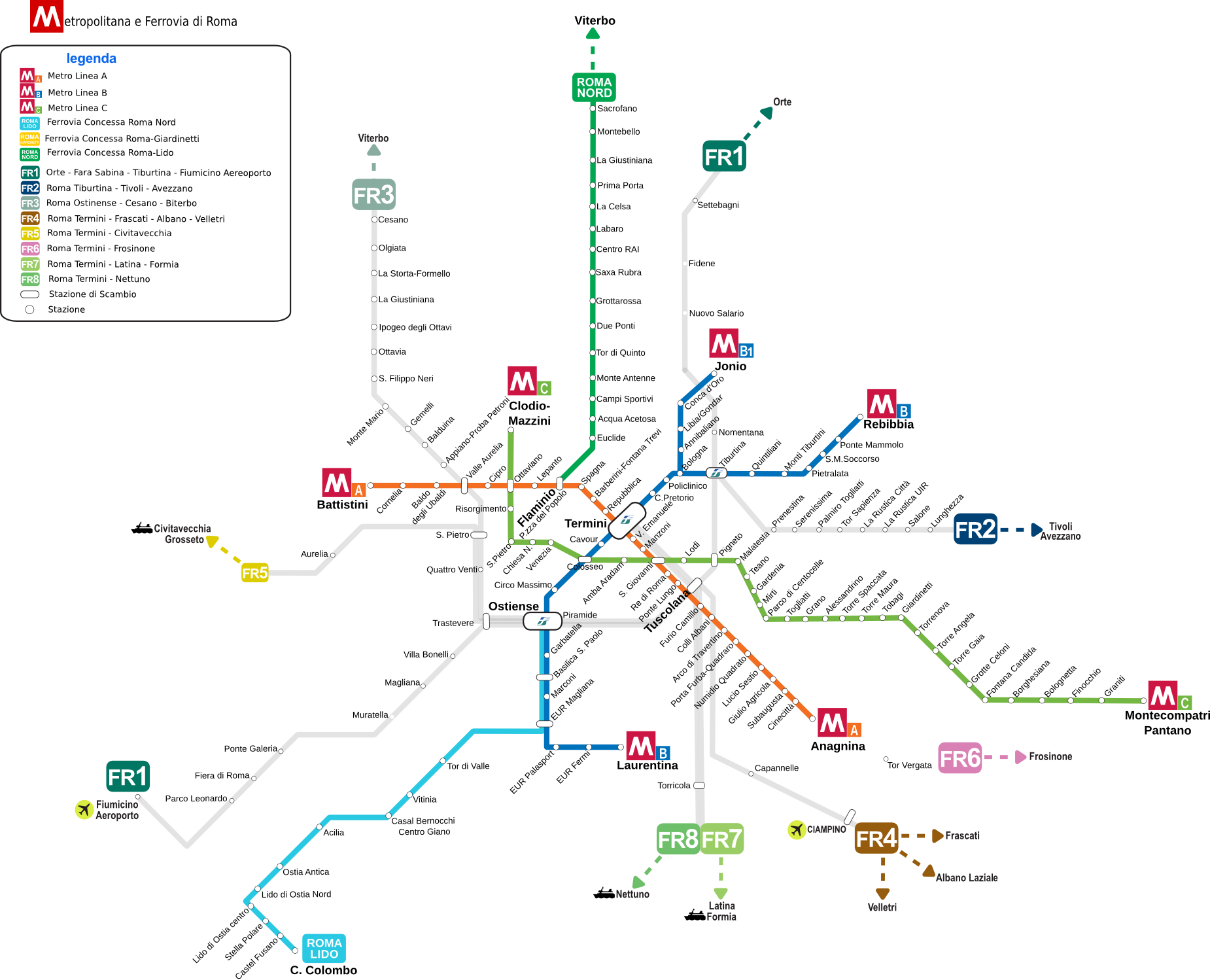
Red metropolitana y ferroviaria urbana y suburbana

El servicio ferroviario suburbano de Roma complementa el tendido metropolitano con once líneas administradas por dos operadores:
- ATAC S.p.A. (que también tiene al metro bajo su órbita) está a cargo de las líneas Roma-Viterbo (también conocida como Roma Nord), Roma-Lido y Roma-Giardinetti ( anteriormente llamada Roma-Pantano).
- Trenitalia administra ocho líneas que comunican el centro de Roma con el aeropuerto de Roma-Fiumicino y con las ciudades Orte (línea FL1), Tívoli (FL2), Viterbo (FL3), Frascati, Albano Laziale y Velletri (FL4), Civitavecchia (FL5), Cassino (FL6), Minturno (FL7) y Nettuno (FL8).

## Expansiones

Planes de expansión de la red a 2020.

### Línea B1
Está en proyecto una prolongación de la línea B1 hasta Porta de Roma, con tres nuevas estaciones más, llamadas Vigne Nuove-Serpentara, Mosca y Porta de Roma.

### Línea C
Están en curso trabajos para la prolongación de la línea C, que deberá cruzar la ciudad del oeste al este incluyendo el centro histórico. El proyecto de la línea contiene 30 estaciones de las cuales las de San Giovanni y Ottaviano tendrán correspondencia con la línea A, mientras que la correspondencia con la línea B se efectuará en la estación de Colosseo.
Inicialmente se había previsto como final de línea la parada Clodio-Mazzini, en el distrito de Della Vittoria, pero en marzo de 2007 se anunció la prolongación de la línea a lo largo de la vía Cassia con otras 9 estaciones.
En la estación de Pigneto se podrá realizar correspondencia con la línea suburbana FL1, que conecta el aeropuerto Leonardo da Vinci con Fara Sabina. Para ello se construirá en este lugar una nueva estación de ferrocarril.

### Línea D
La Línea D conectará piazzale Agricoltura (distrito EUR) con la vía Ugo Ojetti, dentro del distrito nororiental, pasando por el centro de la ciudad al oeste de Roma Termini. El desarrollo del proyecto estuvo suspendido desde 2012 hasta 2018.

### Línea E
Línea E tomaría el actual ferrocarril Roma-Lido y el ramal Jonio de la Línea B, con una nueva conexión ferroviaria al sur de Roma Porta San Paolo/Piramide. 

### Ferrovie dello Stato
La sociedad RFI del grupo Ferrovie dello Stato tiene un programa de reestructuración del nodo ferroviario de Roma, que, además de actuar sobre las líneas de largo recorrido, tiene previstas diversas mejoras de la estructura ferroviaria interna a la ciudad y de las líneas de carácter regional.
Se puede encontrar una panorámica general de las intervenciones previstas en la web de Italfer.